# Alexis Kavyrchine
Alexis Kavyrchine est un directeur de la photographie français. Diplômé du Master cinéma de l'ENS Louis-Lumière (1994). 

## Filmographie partielle
- 2006 : Les Petites Vacances d'Olivier Peyon
- 2008 : Monsieur Morimoto de Nicola Sornaga
- 2008 : Donne-moi la main de Pascal-Alex Vincent
- 2010 : L'Enfance du mal d'Olivier Coussemacq
- 2010 : Pauline et François de Renaud Fély
- 2010 : Poursuite de Marina Déak
- 2011 : Kurosawa, la voie de Catherine Cadou
- 2011 : Les Fraises des bois de Dominique Choisy
- 2014 : Vincent n'a pas d'écailles de Thomas Salvador
- 2015 : Je ne suis pas un salaud d'Emmanuel Finkiel
- 2016 : Et les mistrals gagnants d'Anne-Dauphine Julliand (documentaire)
- 2016 : Le Secret de la chambre noire de Kiyoshi Kurosawa
- 2017 : Ce qui nous lie de Cédric Klapisch
- 2017 : La Douleur d'Emmanuel Finkiel
- 2017 : Une vie ailleurs d'Olivier Peyon
- 2018 : Photo de famille de Cécilia Rouaud
- 2019 : Perdrix d'Erwan Le Duc
- 2019 : Chanson douce de Lucie Borleteau
- 2019 : La Lutte des classes de Michel Leclerc
- 2020 : Adieu les cons d'Albert Dupontel
- 2021 : Tokyo Shaking d'Olivier Peyon
- 2021 : Les Fantasmes de David Foenkinos et Stéphane Foenkinos
- 2022 : En corps de Cédric Klapisch
- 2022 : La Montagne de Thomas Salvador
- 2022 : À mon seul désir de Lucie Borleteau
- 2024 : La Voie du serpent de Kiyoshi Kurosawa
- 2025 : La Chambre de Mariana d'Emmanuel Finkiel
- 2025 : La Venue de l'avenir de Cédric Klapisch

## Distinctions

### Récompense
- César 2021 : César de la meilleure photographie pour Adieu les cons[1]

### Nominations
- César 2019 : César de la meilleure photographie pour La Douleur
- César 2023 : César de la meilleure photographie pour En corps